# Bachwoche Ansbach

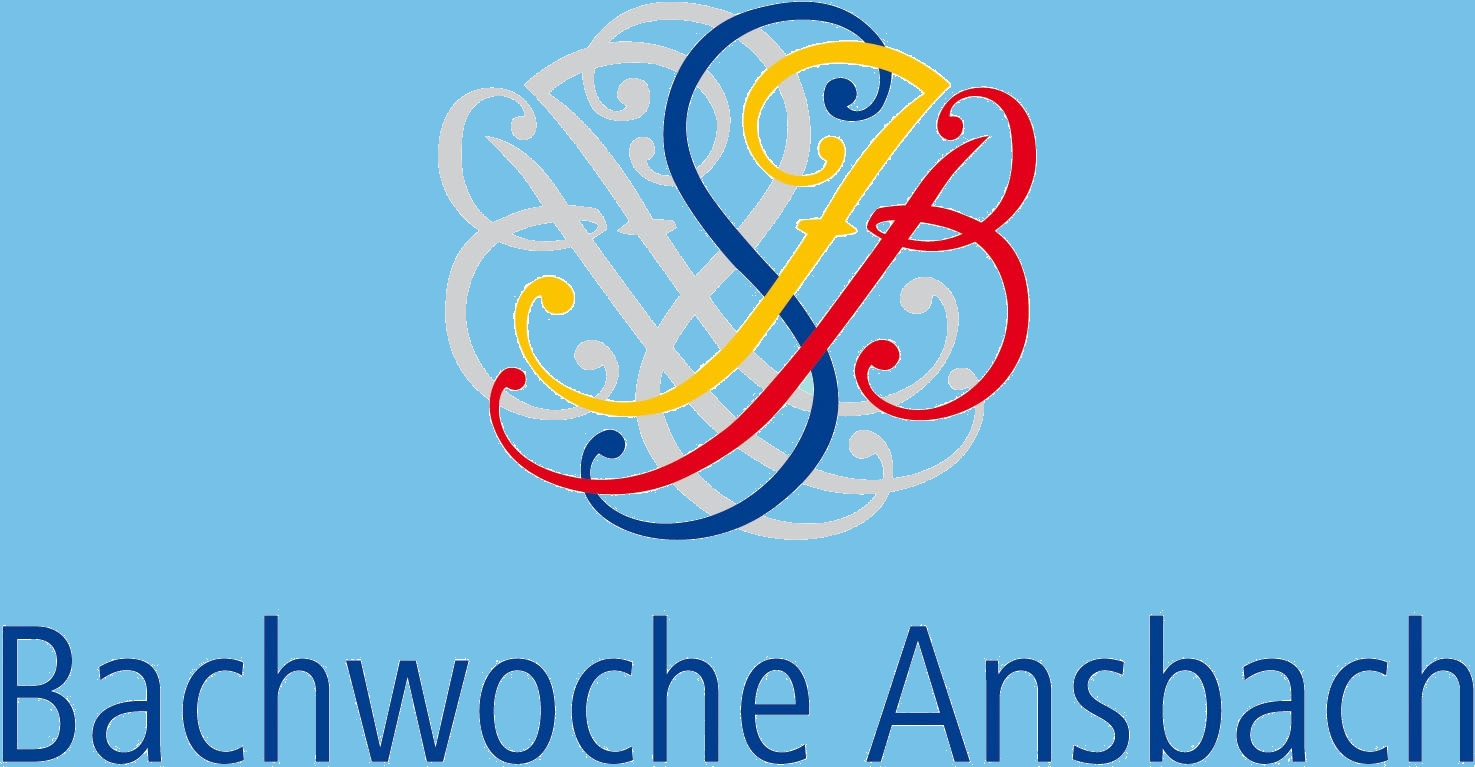
Logo der Bachwoche Ansbach

Die Bachwoche Ansbach ist ein Festival der klassischen Musik, das dem Leben und Werk Johann Sebastian Bachs verpflichtet ist. Es findet seit 1948 zunächst jährlich, seit 1967 zweijährlich immer Ende Juli/Anfang August in den ungeraden Jahren im mittelfränkischen Ansbach statt. Die erste Bachwoche im Jahr 1947 wurde in Pommersfelden veranstaltet.
Das Programm bestreiten namhafte Künstler der Weltspitze. So spielten in Ansbach Yehudi Menuhin, Gidon Kremer, Mstislaw Rostropowitsch, Ludwig Hoelscher, Ferdinand Leitner und Karl Richter. In den vergangenen Jahren gastierten z. B. John Eliot Gardiner, Philippe Herreweghe, Ton Koopman, Masaaki Suzuki, Hans-Christoph Rademann und Rudolf Lutz mit ihren Ensembles, sowie Andreas Staier und Martin Stadtfeld als Solisten.

## Geschichte
Im ersten Jahr fand das Festival noch auf Schloss Pommersfelden statt. 1948 zog man um in das weitgehend unzerstörte Ansbach mit seiner Residenz. Die Organisation übernahm der Münchener  Kunsthändler Carl Weymar. Am Anfang waren es vor allem Weymar und der Cellist Ludwig Hoelscher, unterstützt vom Dirigenten Ferdinand Leitner, die gemeinsam mit Künstlerfreunden das Programm auf die Beine stellten. Bald kamen prominente Gäste wie die Geiger Wolfgang Schneiderhan und Yehudi Menuhin, der Pianist Wilhelm Kempff, der Flötist Aurèle Nicolet, die Sänger Peter Pears und Dietrich Fischer-Dieskau hinzu. Sie wurden immer unterstützt von der Solistengemeinschaft der Bachwoche, die als Orchester das Rückgrat der Festwoche bildete.
Von 1955 bis 1964 leitete der Cembalist und Dirigent Karl Richter die Bachwoche. Danach wurde Rudolf Hetzer, Mitglied im „Verein der Freunde der Bachwoche“, der sich 1948 gegründet hatte und bis heute die wichtigste Stütze der Bachwoche darstellt, neuer künstlerischer Leiter. Die Stadt Ansbach übernahm die Trägerschaft der Bachwoche.
In Hetzers Zeit fällt die Umstellung auf einen zweijährlichen Turnus. Vermehrt kamen internationale Künstler und Ensembles wie Nathan Milstein, Mstislaw Rostropowitsch und Neville Marriner, aber auch The English Consort und die London Baroque Soloists, womit auch die Vorstellungen der historischen Aufführungspraxis in Ansbach Einzug hielten.
Nachdem Hetzer 1979 aus Gesundheitsgründen sein Amt aufgegeben hatte, folgte ihm Hans Georg Schäfer, ein studierter Pianist und Komponist. Er leitete die Bachwoche fast 20 Jahre lang. Er bezog auch die Bach-Söhne ins Programm ein und erweiterte das Spektrum der Komponisten über Bach hinaus von Claudio Monteverdi, Henry Purcell und Heinrich Schütz bis zu Paul Hindemith, Witold Lutosławski und Arvo Pärt. Zusätzlich zum zweijährlichen Rhythmus wurde im Jahr 2000, zum 250. Todestag Bachs, eine weitere Bachwoche gefeiert, die wiederum allein dem Werk des Jubilars gewidmet war.
Von 2001 bis 2005 hatte Lotte Thaler die künstlerische Leitung inne. Sie setzte neue Akzente, indem sie thematische Schwerpunkte setzte („Bach und Strawinsky“), der Musik des 20. Jahrhunderts stärkeres Gewicht einräumte und die Bachwoche um neue Elemente wie die Bach-Sprechstunden, Kinder- und Jazzkonzert ergänzte.
Seit Frühjahr 2006 ist Andreas Bomba Geschäftsführer und Intendant. Er führte die Bachwoche in das 60-jährige Jubiläum im Jahre 2007. Die Bachwoche Ansbach ist das älteste, an einem gleichbleibenden Ort stattfindende Musikfest – mit der Musik Johann Sebastian Bachs als Schwerpunkt – in Deutschland.

## Veranstaltungsorte
Spielstätten sind hauptsächlich die Orangerie im Hofgarten, der Prunksaal in der Markgrafenresidenz sowie die Johannis- und Gumbertuskirche. Einige wenige Konzerte werden in anderen Ansbacher Lokalitäten veranstaltet, wie z. B. in der Karlshalle, der Synagoge oder im Onoldiasaal. Zudem gibt es meist einzelne Konzerte im Münster Heilsbronn.

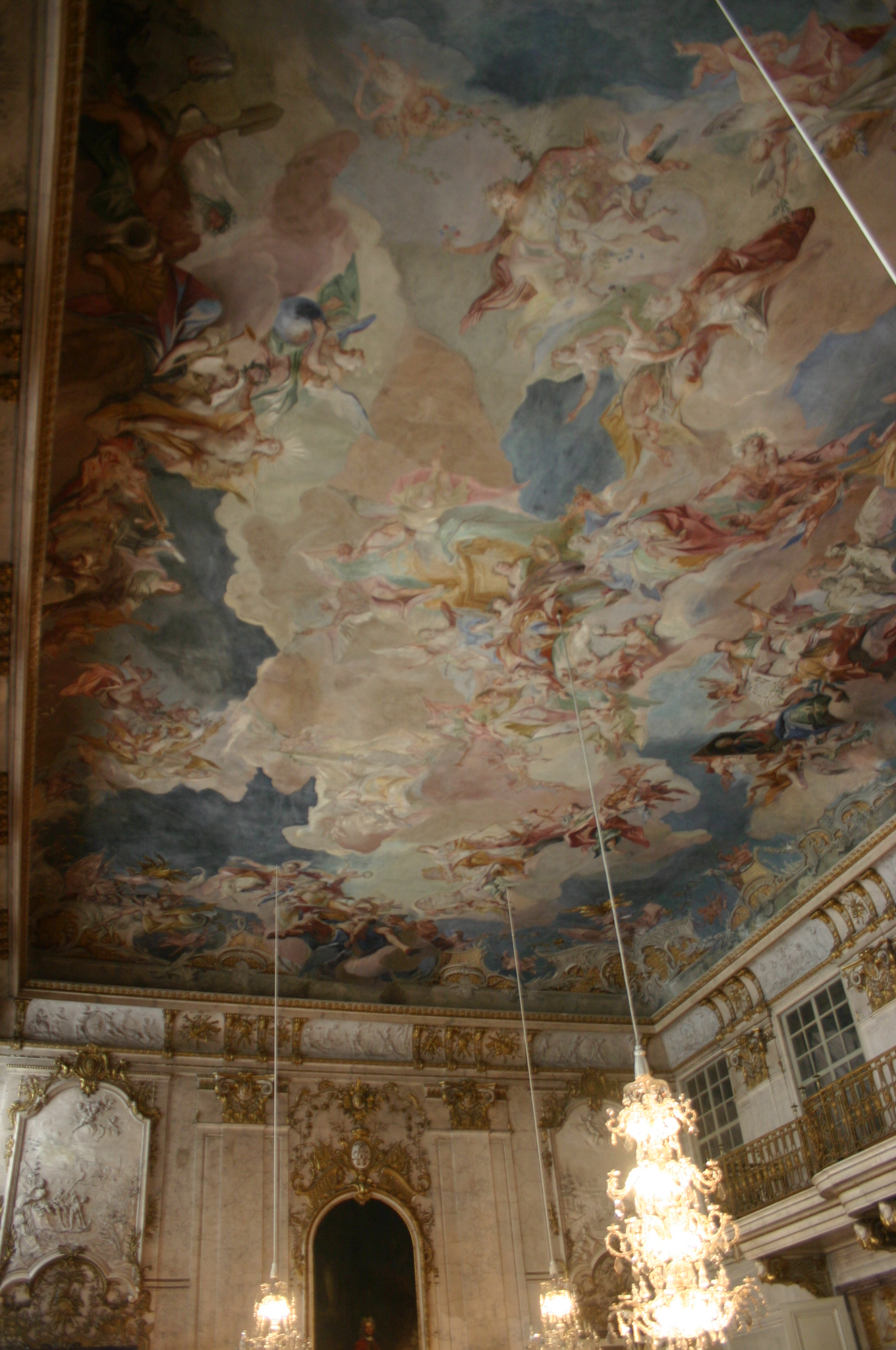
Prunksaal der Residenz
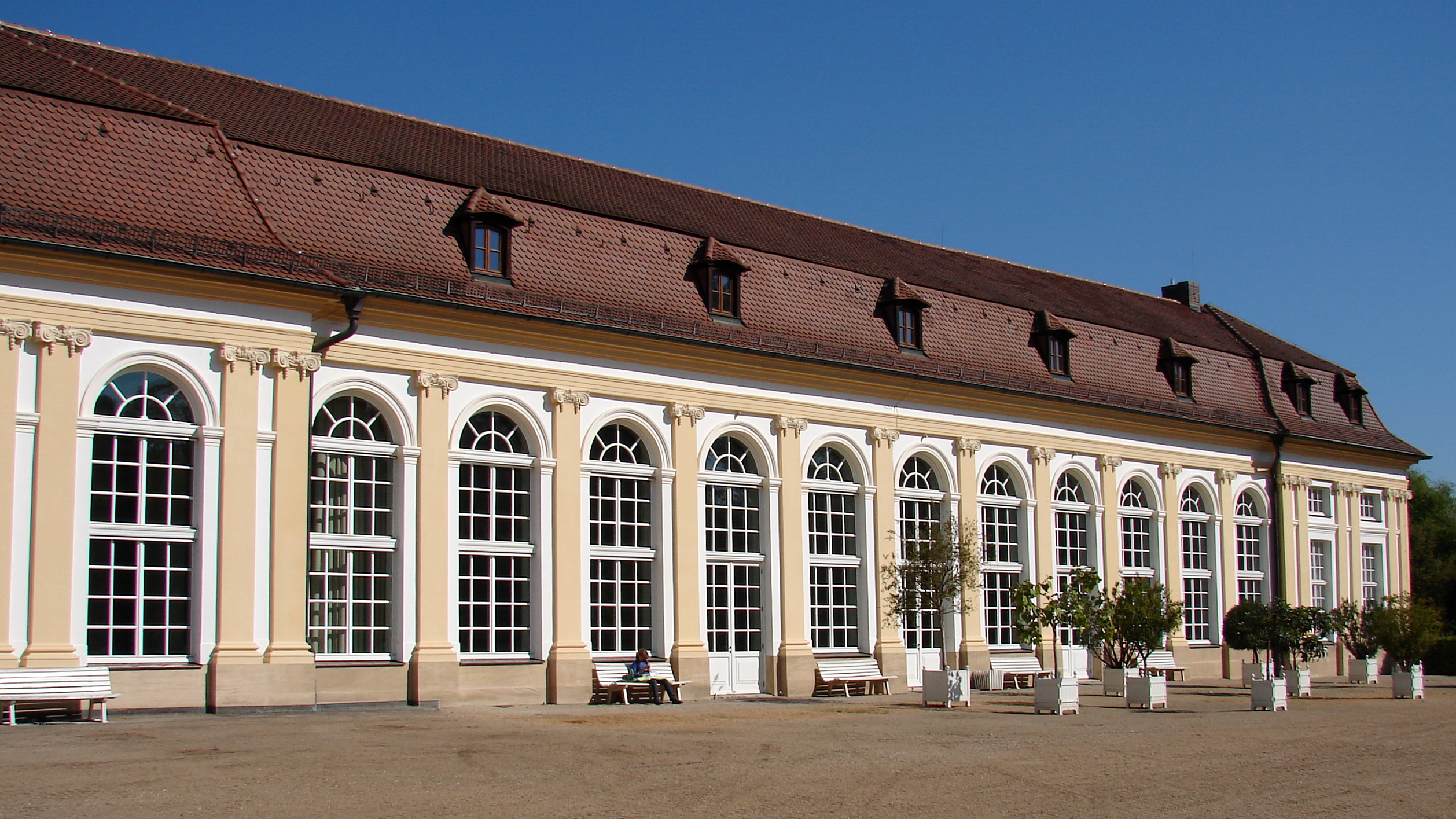
Orangerie
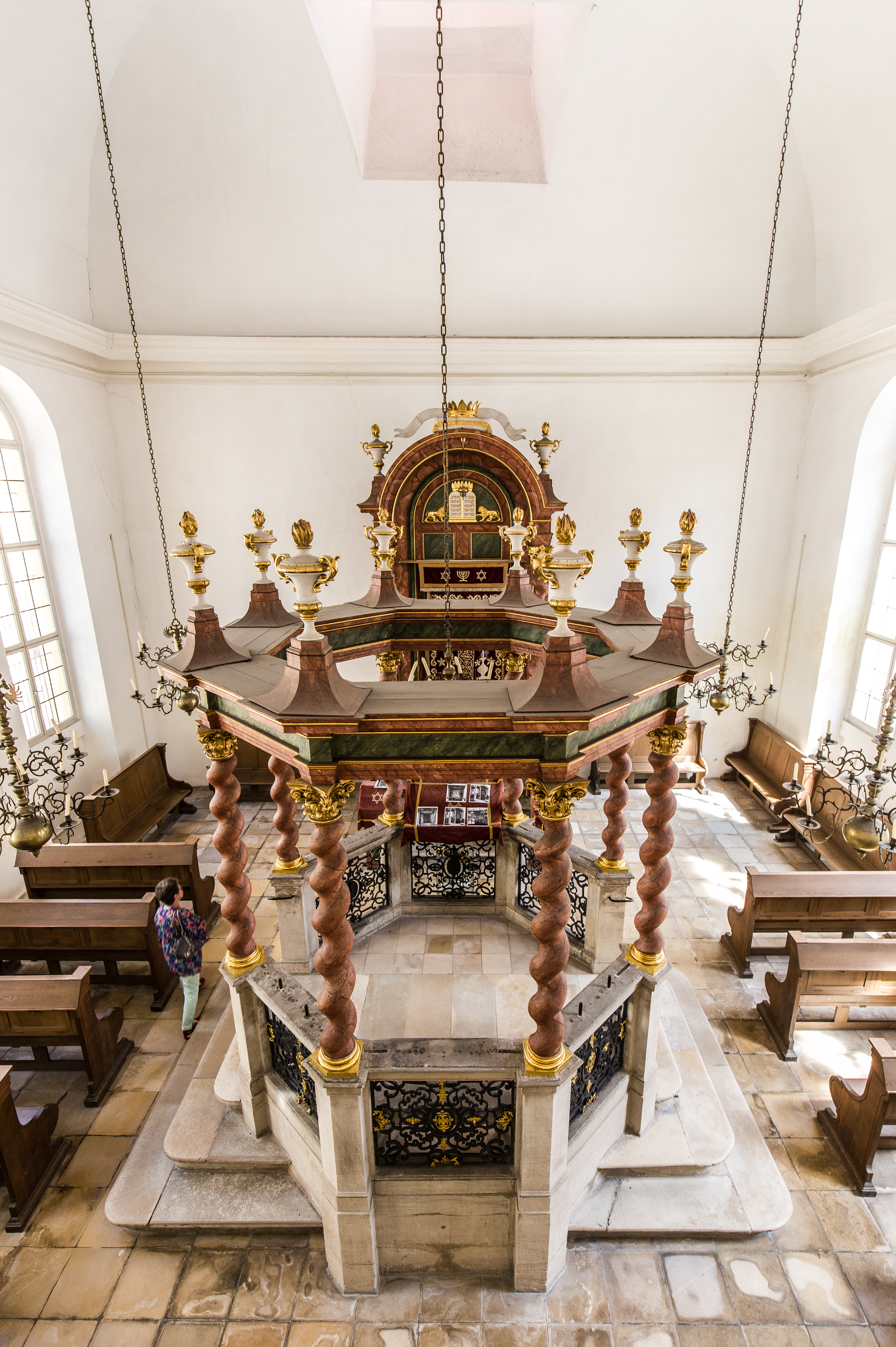
Synagoge
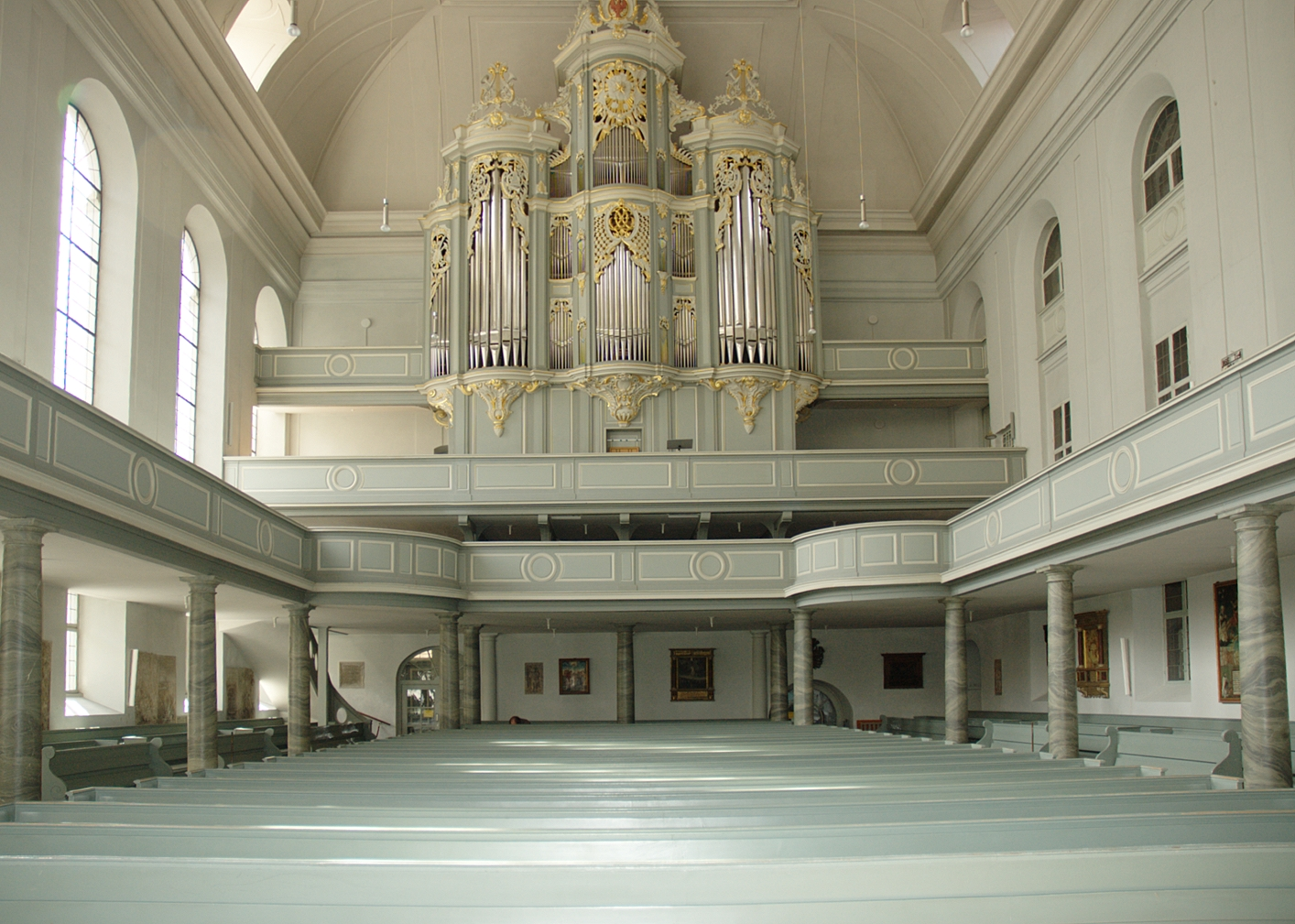
St. Gumbertus
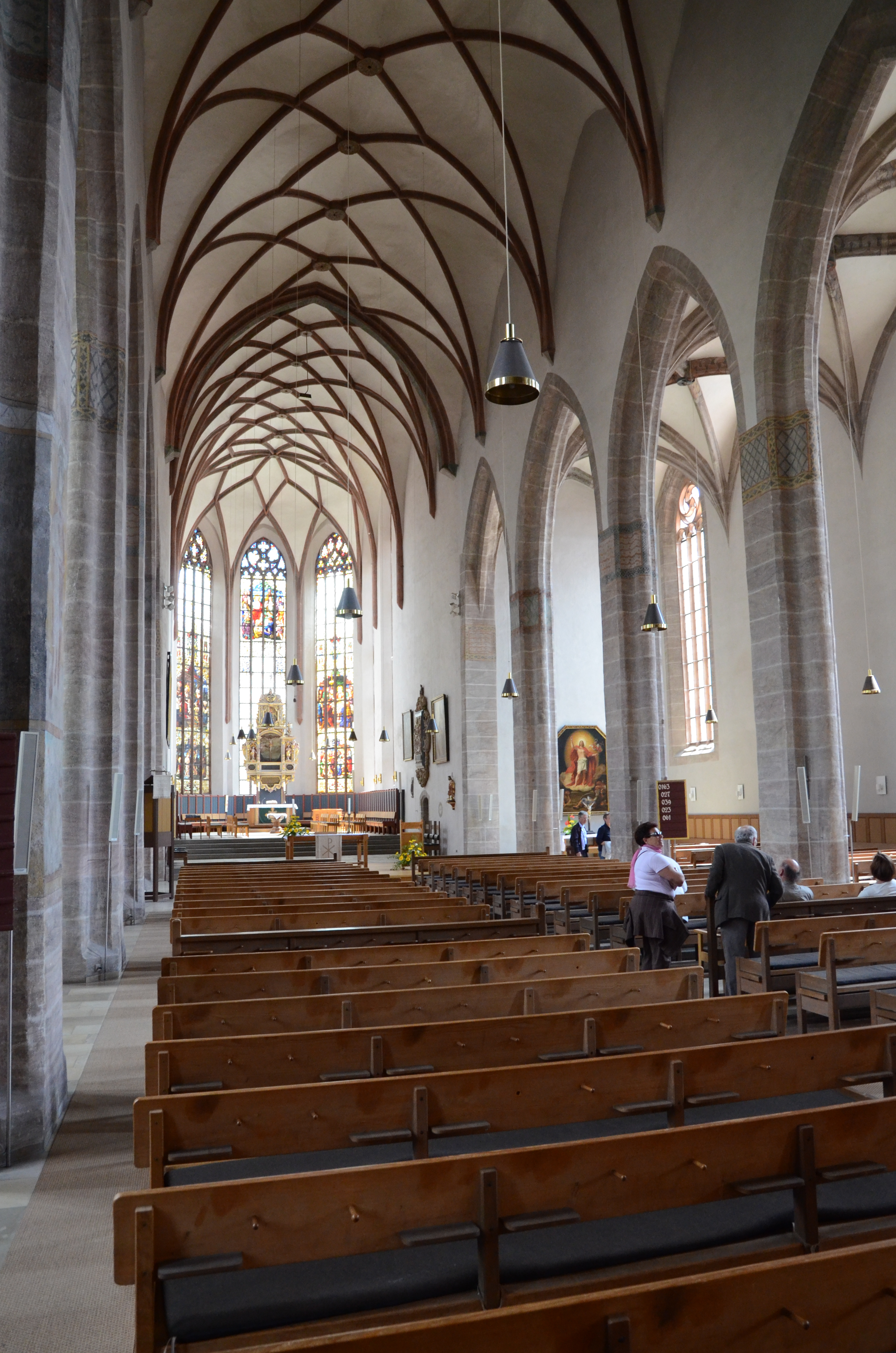
St. Johannis